# Les Villages Vovéens
Les Villages Vovéens – gmina we Francji, w Regionie Centralnym-Dolina Loary, w departamencie Eure-et-Loir. W 2013 roku liczba ludności na terenie obecnej gminy wynosiła 3833 mieszkańców. 
Gmina została utworzona 1 stycznia 2016 roku z połączenia czterech wcześniejszych gmin: Montainville, Rouvray-Saint-Florentin, Villeneuve-Saint-Nicolas oraz Voves. Siedzibą gminy została miejscowość Voves.